# Мулай Исмаил ибн Шериф
Мулай Абу-уль Насир Исмаил ас-Самин ибн Рашид  (араб. مولاي إسماعيل بن الشريف ابن النصر‎; 1645—1727) — второй правитель Марокко династии Алауитов, правил c 1672 года по 1727 год. Подобно другим в династии Исмаил претендовал на то, чтобы его называли потомком Мухаммеда, как прямого потомка Хассана ибн-Али, внука Мухаммеда. За многочисленные войны и жестокость его называли Исмаилом «Кровожадным»; в своей родной стране Исмаил также известен как «Король-воин».

## Происхождение
Мулай Исмаил ибн Шериф был одним из сыновей Мухаммада I аш-Шерифа (1631—1635), лидера алавитских шерифов, ставшего правителем оазиса Тафилалет на юге Марокко. Мухаммад аш-Шериф отстоял независимость своего оазиса от других претендентов на власть. В 1635 году он передал управление своему старшему сыну Мухаммаду II (1635—1664), который успешно продолжал объединение соседних марокканских земель под своей властью. В 1664 году Мухаммад II потерпел поражение и погиб в битве против своего брата Мулай Рашида ибн Шерифа, который унаследовал престол. Мулай Рашид ибн Шериф (1664—1672) в 1666 году вступил в Фес и провозгласил себя султаном. В 1672 году Мулай Рашид ибн Шериф упал с лошади, разбился и умер. Ему наследовал 26-летний младший брат Исмаил ас-Самин, бывший ранее наместником Феса.

## Правление
Царствование Исмаила соответствует периоду апогея марокканской власти. Единокровный брат предыдущих двух султанов и управляющего Мекнеса, он провозглашен после смерти Мулая Рашида, разбившегося при падении с лошади. Исмаилу понадобилось около двадцати лет, чтобы закрепиться на троне ценой кровавых репрессий, так как ему противостояли местные и религиозные власти в разных частях королевства. В связи с этим султан создаёт в Марокко мощную армию, состоящую по большей части из чернокожих рабов, которые ему абсолютно преданны. Это позволяет центральной власти стать менее зависимой от часто бунтующих племён. Армия насчитывает до 150 000 человек. Также Исмаил создаёт арабскую милицию (гиш из Уадаис).
Исмаил принимает послов, в частности из Франции, Англии и Испании для установления деловых и торговых связей.
В 1682 в Сен-Жермен-ан-Ле подписывается договор о дружбе между Марокко и Францией. Но вступление на трон Испании Филиппа V, маленького внука Людовика XIV, в 1700 году вызвало протест этому союзу.
Исмаил выбирает Мекнес столицей своей империи в 1672 году. При этом из-за бурного строительства, которое он развернул в городе, его часто сравнивают с его современником Людовиком XIV.
Также Исмаил распоряжается простроить 76 крепостей, которые должны защищать главные дороги от возможных нападений со стороны окрестных гор. В результате этого Мекнес окружила защитная стена протяжённостью в 25 километров.
Мулай Исмаил содержал 500 наложниц, которые родили 700 мальчиков и неопределённое число девочек (Книга рекордов Гиннесса называет число 888 детей, а французский дипломат Доминик Бусно даже утверждал, что в 1704 году у правителя был 1171 ребёнок). В планах Исмаила было превращение Мекнеса в марокканский Версаль. Также Исмаил просил у Людовика XIV руку одной из его дочерей.

## Войны
Исмаил ас-Самин в течение первых пяти лет своего правления вёл ожесточенную борьбу со своим братом Мулаем ал-Харраном, утвердившемся в Тафилалете, и племянником Ахмадом ибн Махрезом, захватившим Марракеш. Опираясь на Фес, Исмаил совершил военный поход на Южное Марокко и Атлас, где пользовался поддержкой Ахмад ибн Махрез. В 1677 году после двухлетней осады был взят штурмом и разграблен Марракеш. Следующие 12 лет смута то стихала, то вновь разгоралась. Мятежные брат и племянник продолжали волновать Сус. Только смерть обоих и падение в 1687 году Таруданта, всех жителей которого султан приказал перебить, обеспечили Исмаилу твердое господство в стране.
В 1681 году султан отнял у испанцев ал-Мамуру. В 1684 году под его власть перешел оставленный англичанами Танжер. В 1689 году был взят Лараш, в 1691 году — Арсила. Всё атлантическое побережье Марокко, за исключением занятого португальцами Мазагана, было освобождено от христиан. Средиземноморские города Мелилья, Сеута, Пеньон де Альхусемас и Пеньон де Велес, несмотря на постоянные осады султанской армии, испанцы смогли отстоять.
Марокканский султан Исмаил ас-Самин вёл неудачную борьбу с турецким Алжиром. В 1692 году султан потерпел от турок первое поражение. В 1701 году Исмаил ас-Самин предпринял второй поход, который завершился новым поражением. Сам султан был ранен и едва не попал в турецкий плен

## Мулай Исмаил в литературе
Алжирский султан Мулай Исмаил ибн Шериф является ключевым героем романа Анн и Сержа Голон «Анжелика и султан».
Мулай Исмаил является второстепенным персонажем в романе «Воин султана» Болдуин Бейтс и упоминается в 11-й главе «Кандида» Вольтера.